# 시상
시상(視床, thalamus)은 뇌의 중앙에 위치하는데 이는 해부학적으로 대뇌의 안쪽, 중뇌의 바로 앞쪽과 등쪽에 놓여있으며 여러 개의 핵으로 이루어져 있는 간뇌(사이뇌)의 대부분을 차지하는 주요 구조이다. 개체발생학적으로 또는 해부학적으로는 전뇌와 뇌간의 중간, 시상하부의 위쪽에 위치하고 변연계의 중심축에 위치한다. 피질하 회백질 구조의 하나로써 2개의 작은 타원형으로 구성되어있으며 좌우 대뇌반구에 하나씩 자리잡고 있다. 수강과 송과선을 포함하는 시상상부(epithalamus)와 자율신경과 연결된 시상하부와 연결되어있다. 시상은 통합중추로서 대뇌피질에 투사되는 주요 감각계의 최종 중계소다. 즉 후각을 제외한 시각계, 청각계 및 체감각계는 시상을 거쳐 대뇌피질에 투사되며 또한 운동신호의 중계, 의식, 수면 등의 조절에 대한 모든 감각 신경로가 이곳에 모였다가 다시 해당 감각 대뇌피질 및 대뇌변연계, 뇌간 망상체 그리고 소뇌등으로 전달된다.

## 구조

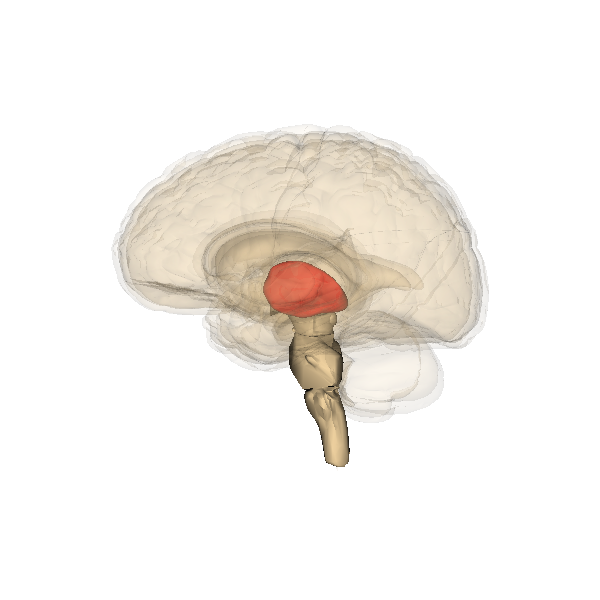
붉은 부분이 시상

시상은 회백질로 이루어진 구조로, 양반구에 대칭으로 존재하며, 길이는 약 4cm이고, 대뇌의 전뇌 부분에 위치하며 중뇌 위쪽, 뇌의 중심부에 자리 잡고 있다. 시상에서 모든 방향을 통해 대뇌 피질로 신경 섬유가 투사되는데, 시상 뉴런은 시상 망상핵을 제외한 거의 모두가 대뇌 피질로 투사한다. 현재까지 연구된 대뇌 피질의 모든 영역은 시상으로 신경 연결을 보내는 것으로 밝혀졌다. 시상은 최소 30개 이상의 신경핵로 세분화된다.
시상의 총 부피에 대한 추정치는 연구마다 다르다. 평균 연령 71세인 10명의 시신을 대상으로 한 연구에서는 시상의 평균 부피가 13.68cm³로 측정되었다. 한편, 평균 연령 17세인 건강한 남성 12명을 대상으로 한 MRI 스캔 연구에서는 시상의 평균 부피가 8.68cm³로 나타났다.
시상의 내측면은 제3뇌실의 가쪽 벽 상부를 이루며, 납작한 회백질 띠인 시상간 유착(interthalamic adhesion)을 통해 반대쪽 시상의 대응되는 면과 연결되어 있다. 시상의 가쪽 부분은 신시상(neothalamus)으로, 발생학적으로 볼때 가장 최근에 진화된 부분이다. 이 영역에는 가쪽핵(lateral nuclei), 시상베개핵(pulvinar nuclei), 그리고 안쪽무릎핵(MGN) 및 가쪽무릎핵(LGN)이 있다.
시상의 표면은 이 층의 백질로 덮여 있다. 층상띠(stratum zonale)는 시상의 등쪽 표면을 덮고, 외측수질층(external medullary lamina)는 가쪽 표면을 덮는다. 시상 내부에서는 내측수질층(internal medullary lamina)이 핵을 앞쪽, 내측, 가쪽 그룹으로 나눈다.
간뇌의 파생 구조에는 등쪽에 위치한 시상상부와 시상주변부(perithalamus)가 포함된다. 시상상부는 주로 시상고삐(habenula)와 관련 구조로 구성되며, 시상주변부에는 불확정영역(zona incerta)과 시상망상핵(thalamic reticular nucleus)이 포함된다. 이들 구조는 발생학적 기원이 다르기 때문에, 본래의 시상과 구별된다. 또한, 시상후부(metathalamus)는 안쪽무릎핵과 가쪽무릎핵으로 구성된다.
시상은 미엘린 수초로 구성된 섬유로 이루어진 층판(lamellae) 형태의 구조가 다양한 하위 구조를 구분한다. 또 다른 영역은 뇌실주변핵(periventricular nucleus), 층간핵(intralaminar elements), 경계핵(nucleus limitans) 등 독특한 신경세포 집단으로 정의된다. 이러한 구조는 시상의 주요 부분과 구조적으로 다르며, 이소시상(allothalamus)으로 분류되어 정시상(isothalamus)과 구별하기도 한다. 이러한 구분은 시상을 전반적으로 설명하는 데 있어 보다 단순화된 체계를 제공한다.

## 시상의 핵

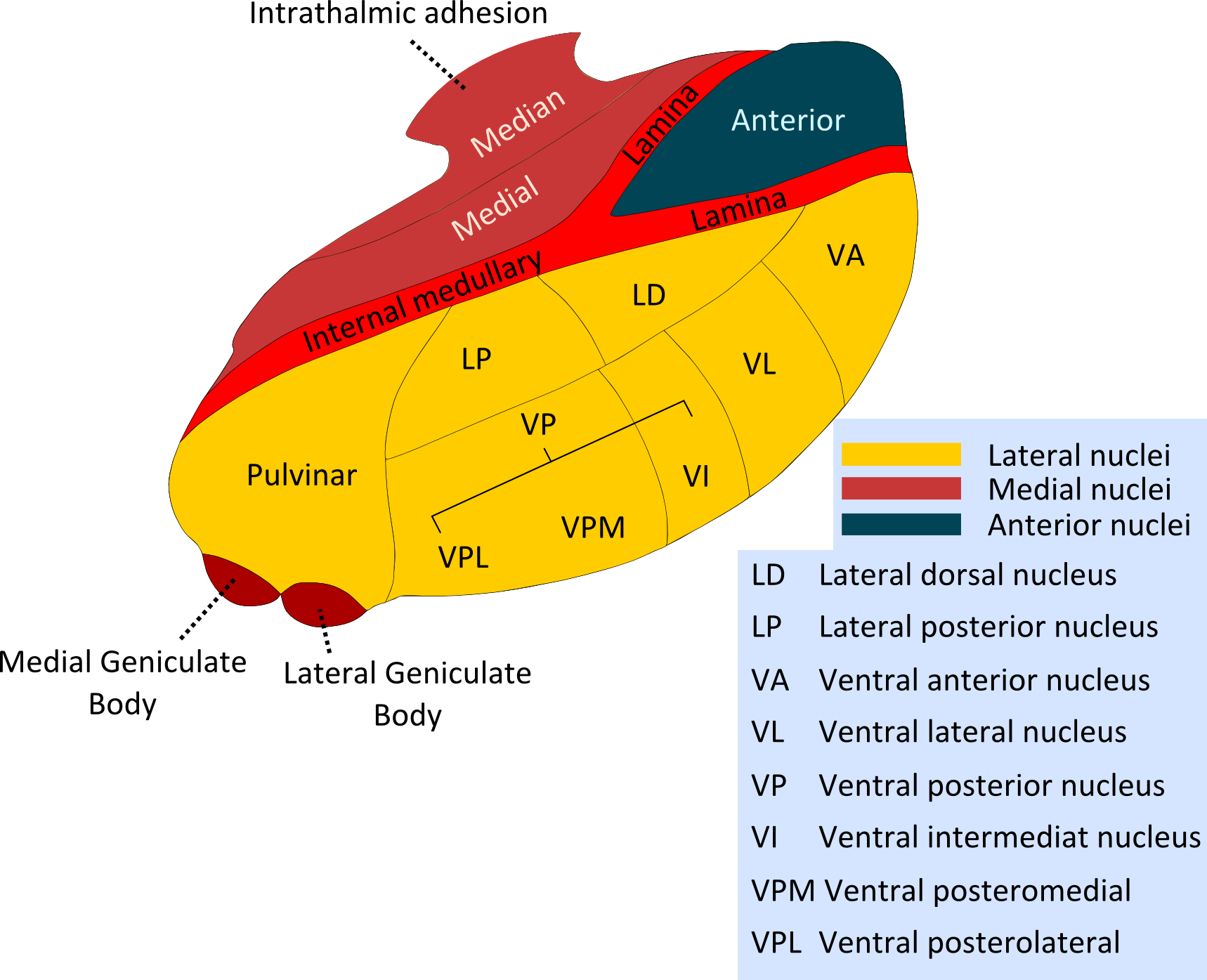
시상의 핵들

시상은 시상하부, 시상상부, 시상전부 그리고 시상의 뒤쪽, 네부분으로 구성된 복합체이다.
시상상부와 시상 전부는 시상과는 따로 구분되며 신경의 다른 고유한 부분으로 정의된다.

### 중계핵
- VA (운동) 구심 - 창백핵 원심- 운동계획영역
- VL (운동) 구심 - 소뇌의 치아핵 원심- 운동피질, 운동계획영역
- VP- VPL(몸통과 사지의 체감각) 구심- 척수시상로, 내측섬유로 원심- 체감각피질 , VPM(얼굴의 체감각) 구심-삼차신경핵 원심- 체감각피질 , VI - 복부 중간 핵
- MG(내측슬상체핵 청각) 구심- 중뇌 하둔덕 원심-청각피질
- LG (외측슬상체핵 시각) 구심-시각로 원심- 시각피질.

### 연합핵
- An(변연기능) 구심- 변연계피질 원심-변연계피질
- LD (변연기능) 구심- 변연계피질 원심- 변연계피질
- LP (감각통합) 구심- 두정엽 피질 원심 -두정엽피질
- P(pulvinar,감각통합) 구심- 두정엽, 후두엽, 측두엽피질 원심- 두정, 후두, 측두엽 피질

### 비특수시상핵
- Mn(정중핵 변연기능) 구심- 변연계 원심- 시상하부 ,편도체, 대뇌피질
- I(수질판속핵 변연,각성) 구심 - 망상체 활성화 시스템, 원심-전반적인 광범위한 대뇌피질영역
- R(시상그물핵 시상활동의 조절) 구심- 다른 시상핵 원심- 다른 시상핵

## 기능
시상의 주요 기능은 후각 이외의 여러 수용기에서 대뇌 피질로 감각을 전달하기 전에 분류하여 전달하는, 감각의 자극을 중계하는 중계핵으로 작용한다. 이 중계핵 중 시상의 후 복부에 있는 핵군은 체성감각을 중계하며, 시각과 청각은 각각 시상후부의 핵군에 속하는 외측슬상체와 내측슬상체에서 중계한다. 또한 중심부의 핵군은 상행성망양체부활계를 중계하기 때문에 시상은 의식의 생리학적 메카니즘에 대해 중요한 역할을 담당한다.
결과적으로 시상은 후각을 제외한 거의모든 감각정보를 받아서 서로 다른 대뇌 피질에 많은 정보 전달의 기능을 하기 때문에 정보의 교환대라고 생각할 수 있다. 그리고 시상은 시상과 피질 사이에 회로를 형성하여 대뇌 피질과의 상호작용을 하며 수면과 각성상태의 조절에 중요한 역할을 하기 때문에 시상의 손상은 영구적인 혼수상태로 이어질수도 있다.
또다른 기능으로는 중요하지 않은 감각을 억제하거나 특별한 사건에 대한 기억에 대해 해마에 연결하기도 한다.

## 같이 보기
- 변연계